# Marcus Brigstocke

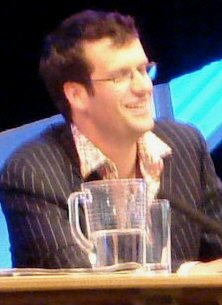
Marcus Brigstocke

Marcus Brigstocke (n. el 8 de mayo de 1973) es un humorista y escritor inglés que ha trabajado comúnmente en comedia, televisión y radio. Está asociado particularmente con el espacio cómico de las 6:30 p. m. en la radio BBC Radio 4, apareciendo frecuentemente en varios de sus espectáculos.

## Primeros años
Brigstocke asistió a la escuela Westbourne House, a las afueras de Chichester, antes de ir a la escuela King’s Bruton en Somerset. Estudió en la Universidad de Bristol.

## Carrera cómica
Muchos de los temas centrales del trabajo de Brigstocke fueron abordados por primera vez durante su época de estudiante en la Universidad de Bristol. Mientras estaba en Bristol, a veces actuaba en el trío cómico Club Seals el cual más tarde hizo la retransmisión por televisión en la serie de programas cortos We are history. 
Muy pocos de los congresos e instituciones de la burguesía, se han escapado de su ira, ya sea la obsesión de la clase media con el patrimonio (El Museo de Todo), la depravación de la cultura contemporánea del negocio (Pensar lo Impensable), o el Inglés provincial paródico (Giles Wemmbley se marcha). Sin embargo, la broma favorita de Brigstocke es imitar al DJ Tim Westwood, a quien Brigstocke describe como un arquetipo wigger (“wigger” es un término peyorativo para una persona blanca que imita gestos, palabras y estereotipos de moda asociados con las urbes afroamericanas y las urbes negras británicas y cultura caribeña, especialmente en relación con la cultura del hip hop), imitando mucho a su padre (antes) haciendo de obispo anglicano.
Con una satisfactoria carrera de radio incluyendo The Now Show con Steve Punt y Hugh Dennis, él conserva el seguimiento de admiradores cultos. The Now Show también proporcionó una salida a su intensa antipatía hacia David Blaine, refiriéndose él mismo a Blaine como el “Mago imbécil” y a su truco Above the Below como “Freakdangle”. Brigstocke aclamó el fracaso del truco Ahogado vivo de Blaine como prueba de que Blaine “no es especial”, no es mágico, sólo un imbécil”. Está disfrutando cada vez más del éxito establecido, habiendo aparecido recientemente en algunos espectáculos de televisión populares como Have I Got News for You y Jack Dee’s en la serie Live at the Apollo.
Brigstocke representa el papel de un periodista de artes llamado Marcus en la película A Short Film About John Bolton de Neil Galman, y un DJ de radio en la película Love Actually de Richard Curtis. El 9 de abril de 2006, Brigstocke apareció en la adaptación de la clásica serie The Code of the Woosters, de la BBC 4, como Wooster y con Andrew Sachs como Jeeves.
Él presenta su programa satírico en la BBC 4, The Late Edition, el cual ha sido descrito como Newsnight with jokes (Noticias nocturnas con bromas). Está más o menos basado en el formato popularizado por el programa estadounidense The Daily Show con Jon Stewart. Este compromiso provocó su ausencia de las dos últimas series de 2006 de New show, su lugar fue ocupado por otros cómicos refiriéndose al resto del elenco como “nuestra sustitución de Marcus Brigstocke”. Sin embargo, volvió a la serie en 2007.
La primera comedia de Brigstocke en DVD Planet Corduroy, producida por Phoenix film & Televisión Productions, se realizó en noviembre de 2007.
En abril de 2008 él, otros cómicos y el surfista Andrew Maxwell, fundaron el Altitude Festival –una comedia y festival musical en la estación de esquí de Méribel, en los Alpes franceses.
En septiembre de 2008, Brigstocke fue capitán de equipo para la grabación de la primera serie de un nuevo espacio de debate cómico en televisión, Argumental, del canal de televisión británico Dave. En este, él compite contra Rufus Hound con diferentes participantes invitados, bajo la presidencia de John Sergeant. 
En 2009, Brigstocke protagonizaría en el Reino Unido una gira del exitoso espectáculo americano en vivo, Totally Looped. También trabajó en espectáculos de televisión dirigidos para niños por la CBBC: Stupid y Sorry I’ve Got No Head.

## El chiste del Pac-Man
Uno de los chistes más conocidos que usa Brigstocke es un comentario irónico sobre la polémica acerca de la influencia de los videojuegos en los niños:

“Si Pac-Man nos hubiera afectado cuando niños, ahora estaríamos corriendo por cuartos oscuros, masticando píldoras y escuchando música electrónica repetitiva”.

Este chiste es usado frecuentemente en internet y suele ser atribuido a figuras famosas de la electrónica (como un apócrifo presidente de Nintendo, “Kristian Wilson”, aunque Hiroshi Yamauchi mantuvo esta posición desde 1950 a 2002), pero Brigstocke reclama con vehemencia ser su autor: 

“¡Ah! Maldito Pacman…es mi chiste. Yo lo escribí y luego me tomé el resto del día libre de lo contento que yo estaba con él. Me destroza por dentro que haya sido reclamado y haya pasado por tanta gente. El derecho de propiedad intelectual no me salvará, los falsos reclamos continuarán hasta que sea suficiente hombre para darme por vencido. Todo lo que puedo decir es- -parece que es muy poco probable que fuese escrito por un empleado de Nintendo en 1989, siendo Pac Man como era, que estaba todavía dando vueltas y no mucho en la memoria de los niños, había muy pocas reclamaciones de que el juego influía en el comportamiento de los niños y que la redacción de eso es idéntica a como ha sido pronunciado en mi rutina durante 6 años. Para aquellos que estén interesados también se ha atribuido a Bill Gates, ¡pero entonces también lo tiene Windows! ¿Resentido? Bueno, quizás un poco. ¡Me lo envió alguien al Canal 4 en una función de noche! Espero que se aclare todo.”
Marcus Brigstocke

## Excuse My French
Brigstocke formó parte de la BBC del programa Excuse My French (Disculpe mi francés), el cual fue retransmitido por la BBC Two. En el programa él, Ron Atkinson y Esther Rantzen estuvieron inmersos en el lenguaje francés estando en una ciudad clásica en la región de Provenza, siendo obligados a adaptarse al estilo de vida francés y a hablar la lengua. Su última tarea era realizar una comedia en vivo en francés a la audiencia francesa, una tarea en la cual él destacaba.
Según el programa, él continúa aprendiendo el idioma francés y desde entonces ha actuado más en Francia (pero principalmente en inglés, pero con secciones en francés).

## Créditos de radio escogidos
- Just A Minute
- The Now Show
- Giles Wemmbley Hogg Goes Off
- Think the Unthinkable
- The Museum of Everything
- 2000 Years of Radio
- As Safe As Houses
- 99p Challenge
- I've Never Seen Star Wars

## Créditos de televisión escogidos
- The Savages
- We Are History
- The Late Edition
- My Hero
- Stupid!
- Have I Got News for You
- Excuse My French
- What's The Problem? With Anne Robinson
- Marcus Brigstocke's Trophy People
- News Knight with Sir Trevor McDonald
- Thank God You're Here
- Sorry, I've Got No Head
- Argumental
- QI
- Hole In The Wall
- I've Never Seen Star Wars
- Would I Lie to You?

## Vida personal
Brigstocke es disléxico. Durante una aparición en el espectáculo Room 101 (Habitación 101) de la televisión BBC, primera presentación en enero de 2007, admitió haber tenido problemas de peso cuando era joven y una vez estuvo en rehabilitación por adicción a la comida. Todavía lucha contra su excesivo apetito. Durante su temprana adultez, fue gótico.
Brigstocke vive en el sur de Londres con su mujer y novia desde la universidad, Sofía Prideaux. La pareja tiene dos niños, un hijo Alfil y una hija Emily.
Le gusta el snowboard – él había convocado una gira por los Alpes. Brigstocke es ateo. Durante un episodio de la edición nocturna The Late Edition grabado en octubre de 2007, Brigstocke fue presentado con una camiseta de una campaña promocional en apoyo del ateísmo por su invitado y directo ateísta Richard Dawkins al cual Brigstocke contestó: “¡Mira esto! Sobrevivo, sobrevivo como un ateo y orgulloso de serlo”